# Joe Cinderella
Joseph R. C. „Joe“ Cinderella (* 14. Juni 1927 in Newark; † 27. Oktober 2012 in Whiting) war ein US-amerikanischer Jazzgitarrist und Arrangeur.

## Leben und Wirken
Cinderella begann unter dem Einfluss der Musik von Django Reinhardt und Charlie Christian als Jugendlicher Gitarre zu spielen. Während des Zweiten Weltkriegs spielte er Jazz; in den 1950er Jahren arbeitete er mit Vinnie Burke und Chris Connor, außerdem mit Gil Mellé (Patterns in Jazz 1956), Donald Byrd, Zoot Sims, Pepper Adams, Clark Terry, Kenny Dorham und Oscar Pettiford. Als Studiogitarrist wirkte er bei Fernsehwerbung und Filmmusik mit; er war auch bei Aufnahmen von Popmusikern wie Billy Joel, Judy Garland, Neil Diamond und Barry Manilow beteiligt. Ab 1969 unterrichtete er Jazzgitarre am Paterson State College (heute William Paterson University). Er wirkte im Bereich des Jazz von 1954 bis 1974 bei neun Aufnahmesessions mit. 2002 veröffentlichte er unter eigenem Namen das Album Concepts.

## Lexikalischer Eintrag
- John Jörgensen, Erik Wiedemann Jazzlexikon, Bertelsmann, o. J.